# Orlando Lübbert
Orlando Lübbert (Santiago de Xile, 1 de desembre de 1945) és un guionista i director xilè. És conegut per la seva pel·lícula Taxi para tres, guanyadora de la Conquilla d'Or al Festival Internacional de Cinema de Sant Sebastià de 2001.

## Filmografía

### Llargmetratges
| Any  | Títol          | Direcció | Guió | Muntatge | Producció |
| ---- | -------------- | -------- | ---- | -------- | --------- |
| 1978 | Der Übergang   | ✓        | ✓    |          |           |
| 1987 | Die Kolonie    | ✓        | ✓    |          |           |
| 2001 | Taxi para tres | ✓        | ✓    |          | ✓         |
| 2013 | Cirqo          | ✓        | ✓    |          | ✓         |

### Documentals
| Any  | Títol                                    | Direcció | Guió | Muntatge | Producció |
| ---- | ---------------------------------------- | -------- | ---- | -------- | --------- |
| 1975 | Los puños frente al cañón                | ✓        | ✓    |          |           |
| 1979 | Aufenthalt auf Erden                     | ✓        |      |          |           |
| 1983 | Chile, donde comienza el dolor           | ✓        | ✓    | ✓        | ✓         |
| 1989 | Cuando las imágenes van a la escuela     | ✓        | ✓    |          |           |
| 1992 | Correcto, o el alma en tiempos de guerra | ✓        | ✓    | ✓        | ✓         |
| 1997 | Chile, la herida abierta                 | ✓        | ✓    |          | ✓         |
| 2015 | El sueño de Bolívar                      | ✓        |      |          |           |

### Curtmetratges
| Any  | Títol                        | Direcció | Guió | Muntatge | Producció |
| ---- | ---------------------------- | -------- | ---- | -------- | --------- |
| 2007 | La rebelión de los pinguinos |          | ✓    |          |           |

## Premis i distincions
Festival Internacional de Cinema de Sant Sebastià
| Any  | Categoria      | Pel·lícula     | Resultat  |
| ---- | -------------- | -------------- | --------- |
| 2001 | Conquilla d'Or | Taxi para tres | Guanyador |

## Literatura
- Orlando Lübbert. En: Rolf Richter (ed.): Directores de largometrajes de la DEFA y sus críticos. Volumen 2. Henschelverlag, Berlín 1983, p. 303.